# Tony Kushner
Tony Kushner, född 16 juli 1956 i New York, är en amerikansk dramatiker och manusförfattare.

## Biografi
Tony Kushner tog 1978 en Bachelor of Arts i medeltidsstudier vid Columbia University i New York och studerade vidare på Tisch School of the Arts vid New York University där han tog examen 1984. Han debuterade som dramatiker 1982 med The Age of Assassins på Newfoundland Theatre i New York.
Hans genombrottspjäs Angels in America - Millennium Approaches: A Gay Fantasia on National Themes hade urpremiär på Eureka Theatre Company i San Francisco 1991 i regi av David Esbjornson. Båda delarna Millennium Approaches och Perestroika spelades första gången 1993 på Walter Kerr Theatre på Broadway i New York i regi av  George C. Wolfe. 1993 vann Angels in America både Pulitzer Prize och Tony Award för bästa pjäs.
Av Tony Kushners många pjäser har fyra spelats i Sverige. Änglar i Amerika del 1 hade svensk premiär på Radioteatern 1994 i översättning av Staffan Holmgren och regi av Christer Brosjö med Sven Wollter som Roy Cohn. Det dröjde ända till 1997 innan Radioteatern även gav del 2, Perestrojka, fortfarande i översättning av Staffan Holmgren och med Sven Wollter men med Stina Ancker som regissör.
1995 hade Angels in America, part 1, under originalnamnet, svensk scenpremiär på Stockholms stadsteater i översättning av Nils Gredeby och regi av Rickard Günther. Samma team stod bakom part 2 som hade premiär på Stockholms stadsteater 1996.
Redan 1994 hade Illussionen, Tony Kushners adaption av Pierre Corneilles L'illusion comique premiär på Teater- och operahögskolan i Göteborg i översättning och regi av Joachim Siegård. Året därpå spelades den på Kungliga Dramatiska Teatern under titeln Bländverk i regi av Peter Oskarson och med Börje Ahlstedt i huvudrollen. 2013 spelades Det intelligenta homots guide till kapitalism och socialism, med en nyckel till Skriften (The Intelligent Homosexual's Guide to Capitalism and Socialism with a Key to the Scriptures) på Göteborgs stadsteater i översättning av Nils Gredeby och regi av Nora Nilsson.
2003 producerade HBO en TV-version av Angels in America i regi av Mike Nichols och med bland andra Al Pacino och Meryl Streep i rollerna.
2005 skrev Tony Kushner manuset till filmen München som regisserades av Steven Spielberg. Denne regisserade 2012 även filmen Lincoln, med manus av Tony Kushner och med Daniel Day-Lewis i titelrollen.
Bland övriga utmräkelser han tilldelats kan nämnas Laurence Olivier Award 2007.